# Tyshawn Taylor
Tyshawn Jamar Taylor (Hoboken, Nueva Jersey, 6 de abril de 1990) es un jugador de baloncesto estadounidense que actualmente se encuentra sin equipo. Con 1,91 metros de estatura, juega en la posición de base.

## Trayectoria deportiva

### Universidad
Jugó cuatro temporadas con los Jayhawks de la Universidad de Kansas, en las que promedió 10,8 puntos, 2,2 rebotes y 4,0 asistencias por partido. en su primera temporada fue incluido en el mejor quinteto de novatos de la Big 12 Conference tras haber conseguido el título de rookie de la semana de la conferencia en cuatro ocasiones, récord en los Jayhawks.
Al año siguiente, poco antes de que terminara la temporada, fue suspendido indefinidamente por su equipo, sin que se especificaran las causas más allá de una violación de las reglas del mismo. Ya en su temporada sénior casi duplicó su aportación en puntos con respecto al año anterior, promediando 16,6 puntos y 4,8 asistencias por partido, que le valieron para aparecer en el mejor quinteto de la conferencia, siendo además incluido en el tercer quinteto All-American.

### Profesional
Fue elegido en la cuadragésimo primera posición del Draft de la NBA de 2012 por Portland Trail Blazers, pero fue traspasado a los Brooklyn Nets, con los que firmó contrato en el mes de julio. Debutó como profesional el 5 de noviembre ante Minnesota Timberwolves, logrando 2 puntos y una asistencia.
Jugó en los Nets de Brooklyn durante las campañas 2012-2013 y 2013-2014 de la NBA. En total disputó 61 compromisos de ronda regular y dos de playoffs en la mejor liga de baloncesto del mundo.
Tras no conseguir estabilidad en la NBA, Taylor tuvo un paso discreto por los máximos torneos de Puerto Rico y Rusia. Luego estuvo en los periódicos, pero no exactamente por su puesta en cancha. Y es que el jugador fue arrestado el 6 de agosto de 2015 por robar 1000 dólares de una tienda en Nueva Jersey.
Tyshawn Taylor firma en 2016 por Guaros de Lara.[actualizar]

## Estadísticas de su carrera en la NBA

### Temporada regular
| Año     | Equipo   | PJ | PT | MPP  | %TC  | %3P  | %TL  | RPP | APP | ROB | TPP | PPP |
| ------- | -------- | -- | -- | ---- | ---- | ---- | ---- | --- | --- | --- | --- | --- |
| 2012-13 | Brooklyn | 38 | 0  | 5.8  | .368 | .462 | .556 | .5  | .6  | .3  | .0  | 2.2 |
| 2013-14 | Brooklyn | 23 | 3  | 11.7 | .341 | .250 | .800 | .7  | 1.6 | .5  | .0  | 3.9 |
| Total   | Total    | 61 | 3  | 8.0  | .354 | .360 | .684 | .5  | .9  | .4  | .0  | 2.9 |

### Playoffs
| Año   | Equipo   | PJ | PT | MPP | %TC  | %3P  | %TL  | RPP | APP | ROB | TPP | PPP |
| ----- | -------- | -- | -- | --- | ---- | ---- | ---- | --- | --- | --- | --- | --- |
| 2013  | Brooklyn | 2  | 0  | 1.0 | .000 | .000 | .000 | .0  | .0  | .0  | .0  | .0  |
| Total | Total    | 2  | 0  | 1.0 | .000 | .000 | .000 | .0  | .0  | .0  | .0  | .0  |